# Hilarigona producta
Hilarigona producta är en tvåvingeart som beskrevs av Collin 1933. Hilarigona producta ingår i släktet Hilarigona och familjen dansflugor. Inga underarter finns listade i Catalogue of Life.